# ツープラトン
ツープラトン（Two Platoons）は、プロレスのタッグマッチで2人のレスラーが協同し技を繰り出すことである。合体技、同時技、合わせ技、ダブル技とも呼ばれる。

## 概要
主にプロレスのタッグマッチで2者（時には3者以上）が同時に相手の1人を攻撃することを指す。特に複数人で協力して仕掛けるプロレス技をいう。
ツープラトンとは、英語で「2個の小隊」の意味である。
本来、プロレスのルール上はツープラトン行為は反則であるが、5カウント以内の反則は許されるというルールもあるため、いきなり反則負けになることはほとんどない。
かつては走ってくる相手へのカウンターのダブルエルボーバット、ダブルチョップ、ジャイアント馬場が坂口征二やジャンボ鶴田とのコンビで繰り出したダブルカウンターキックなどのパターンに限られていた。「二人で一人と戦うのがタッグの定石」とは当時から言われていたが、タッチワークや自軍コーナーに引っ張り込んでの二人がかりでの攻撃、といった分野が主であった。ルー・テーズは味方がフォールされた際のカットすら「ナンセンスだ」と語っている。
1980年代前半になって、アドリアン・アドニス&ボブ・オートン・ジュニア、長州力&アニマル浜口、スタン・ハンセン&ブルーザー・ブロディ、ロード・ウォリアーズといったチームによるハイジャック・パイルドライバーやダブル・インパクトなどの各種ツープラトン攻撃が出現し、近年のツープラトン攻撃全盛時代に至った。エンターテインメント性をいよいよ強めている近年のプロレスにおいては、タッグマッチにおける観戦客の興奮を盛り上げる最大の見せ場の1つであり、もはや必要不可欠の要素になっている。
打撃技の場合、普通は相手を自分たちの正面において技を掛けるが、相手の前後に立ち、挟むように技を掛けた場合は「サンドイッチ式」と称する。

## 主な種類
代表的なツープラトン攻撃を抜粋して記載する。

### 打撃技

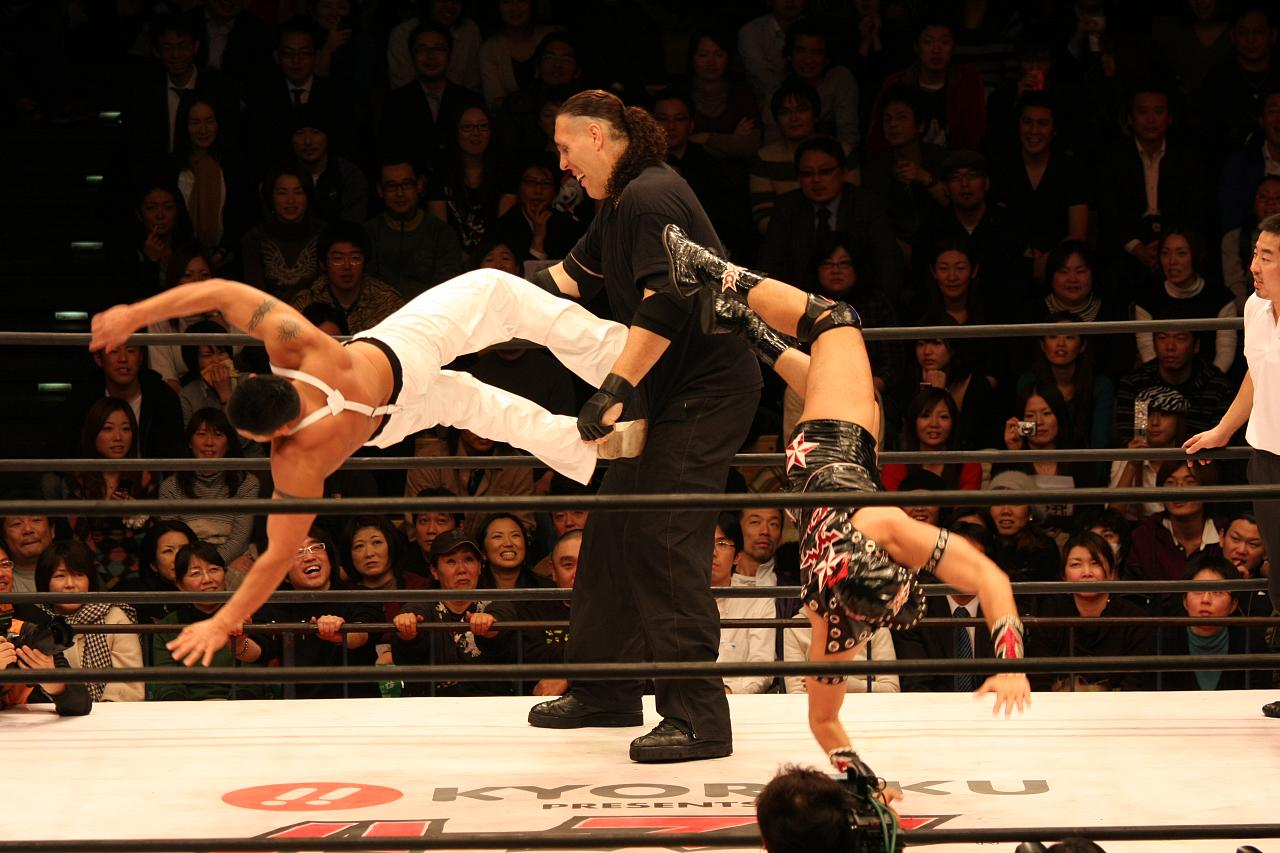
アラン黒木とレイザーラモンHGによるダブル・ドロップキック

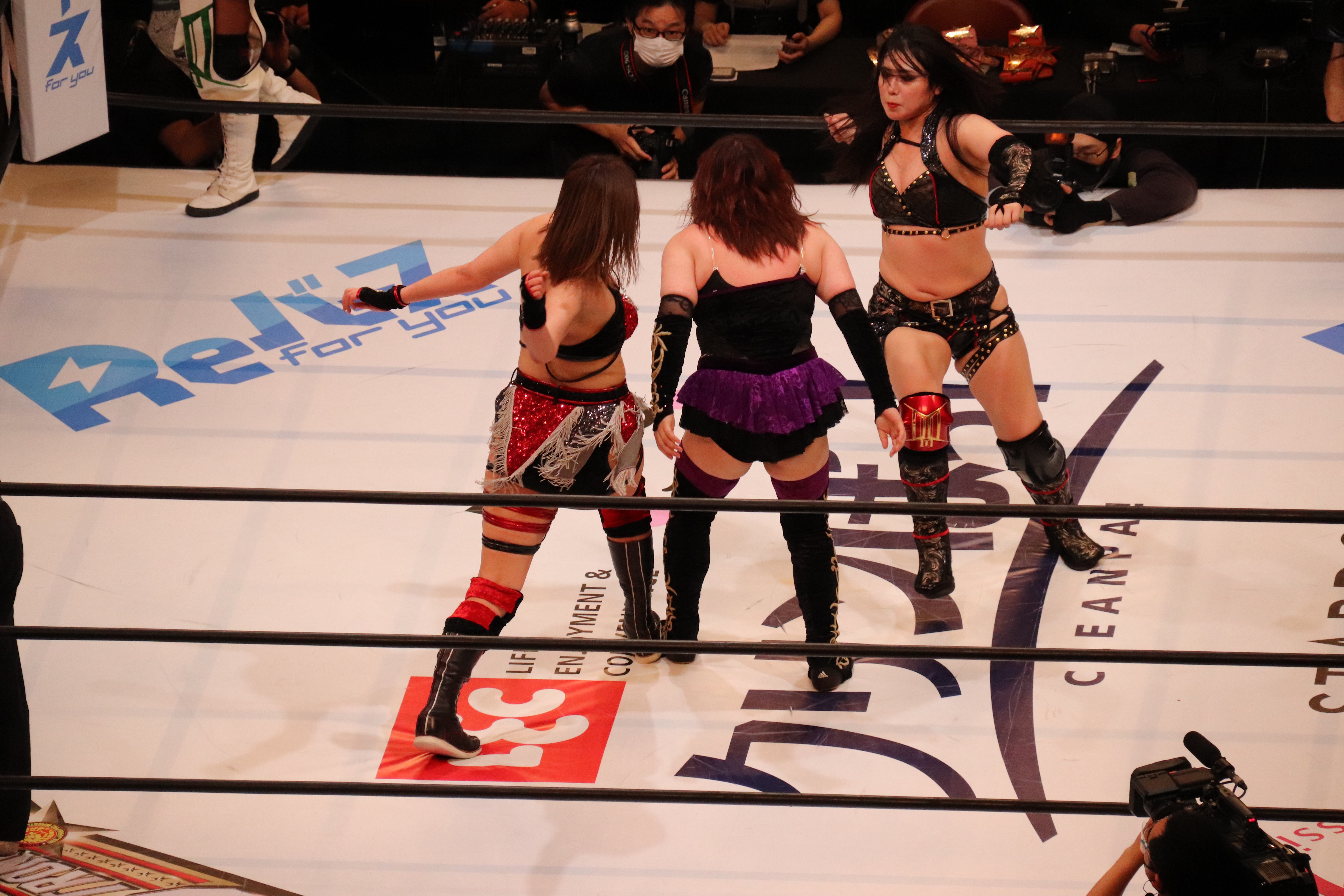
ひめかと舞華によるサンドイッチ式ラリアット

ドロップキック
2人同時にドロップキックを仕掛ける。
フロント・ハイキック
2人同時にフロント・ハイキックを掛ける。互いに肩を組んで仕掛ける場合が多い。
サンドイッチ式ラリアット
相手の前後から挟み込むように同時にラリアットを仕掛ける。「クロス・ボンバー」とも呼ばれる。
サンドイッチ式延髄斬り
相手の前後から挟み込むように同時に延髄斬りを仕掛ける。

### 投げ技

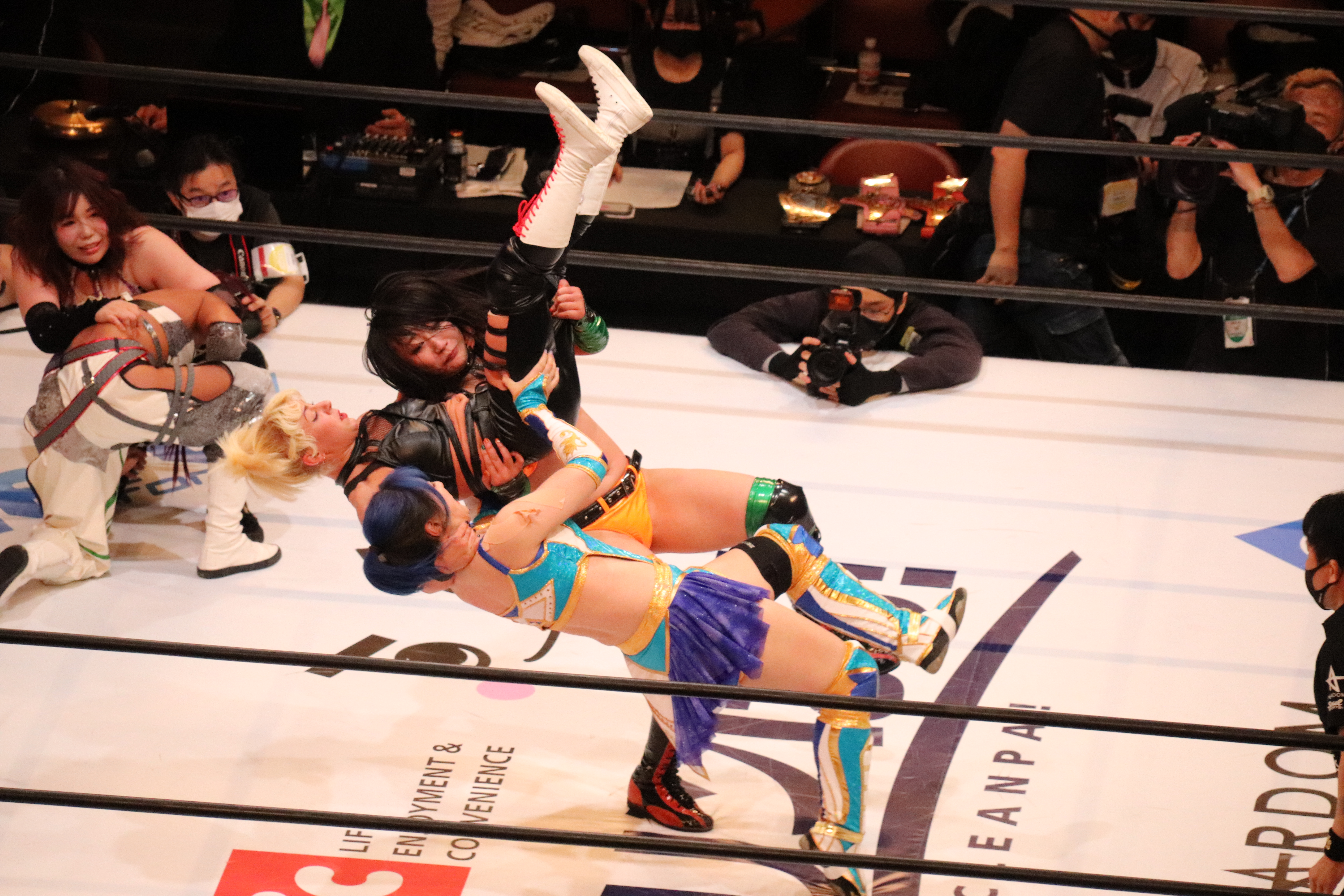
世羅りさと藤田あかねによるツープラトン式バックドロップ

ハイジャック・パイルドライバー
コーナー付近で、1人がドリル・ア・ホール・パイルドライバーの状態で持ち上げ、もう1人がコーナーに登り、コーナー上から相手の両足を掴み、そのまま飛び降りる。その勢いを利用して、もう1人がパイルドライバーを仕掛ける。
ブレーンバスター
2人同時に相手に組み付いて、協力して持ち上げてブレーンバスターを仕掛ける。
パワーボム
1人がパワーボムの体勢で持ち上げた時、もう1人が正面から相手の頭部を掴み、2人の力を加えながら、背面からマットに叩き付ける。
バックドロップ
2人同時に相手に組み付いて、協力して持ち上げてバックドロップを仕掛ける。
チョークスラム
2人同時に相手に組み付いて、協力して持ち上げて喉輪落としを仕掛ける。
スーパー・パワーボム
1人がコーナーに立ち、もう1人（あるいは2人が）相手を逆さまにしてコーナー上の1人に渡す。コーナー上の者はパワーボムの体勢で飛び降り、そのとき下の者が力を添えて協力する。
3D（ダッドリー・デス・ドロップ）
相手をロープに振り、返ってきたところを1人が正面から相手を捕まえて上空に放り上げ、下半身の辺りを抱え込む。その相手の頭部を、もう1人が助走を付けて空中で両手で掴んで、エース・クラッシャーの形で倒れ込みながら、もう1人もそれに合わせて倒れ込み、相手を顔面からマットへ叩きつける。
バックドロップ・チョークスラム
1人がバックドロップで担ぎ上げた時に、もう1人がチョークスラムの要領で相手の首を掴み、バックドロップで相手を倒すと同時に、それに合わせて喉輪落としをかけるように相手を押し倒す。
眉山
1人が相手の背後からジャーマン・スープレックスの体勢で抱え込む。そして、もう1人がその背後から味方をジャーマン・スープレックスの体勢で抱え込み、そのまま後方へジャーマン・スープレックスで投げ捨てる。そのため、味方ごと相手も投げ捨てることになり、通常のジャーマン・スープレックスよりも高い角度で決める事ができる。反面、味方にもダメージが及ぶ欠点がある。
俺ごと刈れ
1人が後方から相手の腰を両腕で抱え込んで持ち上げる。そこへ正面からもう1人が味方ごと相手にSTOを掛ける。それにより相手はジャーマン・スープレックスを喰らったように後方へ叩き付けられる。通常のジャーマンよりも、STOの威力がある分、大きなダメージを与えられる。しかし、味方にもダメージが及ぶ。橋本真也がプロレスリングZERO-ONE時代に小川直也とのタッグを組んだ時に、橋本が自分はその味方でありながらダメージを食らう事を覚悟をの上で開発し、試合中に小川に大声で指示をし行われる合体技である。
刈龍怒（かりゅうど）
これも橋本と小川の合体技で、小川のSTOと橋本の水面蹴りを合わせた合体技。

### 合成技（打撃+投げ）
ダブル・インパクト
ツープラトン技の代表格。1人が相手を肩車で担ぎ上げたところへ、もう1人がコーナー上から相手をめがけてダイビング・ラリアットを喰らわせて同時に後方へ投げ捨てる。派生用法も多い。